# Pato-careto
O pato-careto, pato-das-ondas ou negrola-de-lunetas (Melanitta perspicillata) é um pato e pertence à ordem Anseriformes. É parecido com o pato-preto, distinguindo-se deste último pela mancha branca na nuca e pela protuberância no bico.
Este pato distribui-se pelo continente norte-americano, sendo muito raro na Europa.

## Subespécies
A espécie é monotípica (não são reconhecidas subespécies).